# 佳能 EOS R8
佳能 EOS R8是佳能于 2023 年 2 月推出的一款全画幅无反相机。属于EOS R系列。与机型EOS R50同步推出，作为该系列中面向进阶摄影爱好者的机型，它采用约 2420 万有效像素的全画幅 CMOS 图像感应器。常用感光度范围为 ISO 100 - 102400，可扩展至 ISO 50 - 204800。

## 技术规格[3]
搭载佳能全像素双核 CMOS AF II 自动对焦技术，对焦区域覆盖图像感应器最大约 100%×100%（水平 × 垂直）的面积，支持人眼、动物眼检测自动对焦。

### 照片连拍
电子快门下最高连拍速度约 40 张 / 秒，机械快门下最高约 6 张 / 秒。

### 视频拍摄
支持 8K 24P 和 4K 60P 短片录制，具备防抖协同功能。